# New Jersey (álbum)
New Jersey é o quarto álbum de estúdio da banda de hard rock Bon Jovi, lançado em 19 de setembro de 1988.
O álbum possui o nome da terra natal dos integrantes do grupo. Seria chamado originalmente de Sons of Beaches e foi planejado como um álbum duplo. Produzido por Bruce Fairbarn, o álbum foi gravado logo após o fim da turnê do Slippery When Wet, no Little Mountain Sound Studios, em Vancouver, Canadá. Em 2014, uma versão em CD Deluxe foi lançada, contendo três faixas bônus no primeiro CD. A primeira é uma versão de "The Boys Are Back In Town", clássico do Thin Lizzy, a segunda foi "Love Is War", outra parceria do trio Desmond Child, Jon Bon Jovi e Richie Sambora, e a terceira foi uma versão acústica do hit "Born To Be My Baby". No CD 2, constam outras 13 músicas em versões Demo (abaixo), sendo que "Homebound Train", "Wild Is The Wind" e "Stick to Your Guns" estão no LP original. 
New Jersey foi lançado na União Soviética pela Melodiya (Мелодия), em 1989, sendo o primeiro álbum estrangeiro já lançado na extinta URSS (União das Repúblicas Socialistas Soviéticas).

## Faixas
1. "Lay Your Hands on Me" (Bon Jovi/Sambora) – 6:00
2. "Bad Medicine" (Bon Jovi/Child/Sambora) – 5:16
3. "Born to Be My Baby" (Bon Jovi/Child/Sambora) – 4:40
4. "Living in Sin" (Bon Jovi) – 4:39
5. "Blood on Blood" (Bon Jovi/Child/Sambora) – 6:16
6. "Homebound Train" (Bon Jovi/Sambora) – 5:10
7. "Wild Is the Wind" (Bon Jovi/Child/Sambora/Warren) – 5:08
8. "Ride Cowboy Ride" (Captain Kidd/King Of Swing) – 1:25
9. "Stick to Your Guns" (Bon Jovi/Knight/Sambora) – 4:45
10. "I'll Be There For You" (Bon Jovi/Sambora) – 5:46
11. "99 in the Shade" (Bon Jovi/Sambora) – 4:29
12. "Love for Sale" (Bon Jovi/Sambora) – 3:58
13. "You Give Love A Bad Name" (Ao vivo) (Bon Jovi/Sambora/Child) - 5:26 (apenas Japão)

## Versão Deluxe New Jersey: The Sons of Beaches Demos
1."Homebound Train" (Jon Bon Jovi, Richie Sambora) - 6:32
2. "Judgment Day" (Jon Bon Jovi, Richie Sambora) - 4:18
3. "Full Moon High" (jon Bon Jovi, Richie Sambora) - 4:42
4. "Growing Up The Hard Way" (Jon Bon Jovi, Richie Sambora) - 5:32
5. "Let's Make It Baby" (Desmond Child, Jon Bon Jovi, Richie Sambora) - 5:56
6. "Love Hurts" (Jon Bon Jovi, Richie Sambora) - 4:49
7. "Back Door To Heaven" (Jon Bon Jovi, Richie Sambora) - 5:51
8. "Now And Forever" (Jon Bon Jovi, Richie Sambora) - 5:34
9. "Wild Is The Wind" (Desmond Child, Diane Warren, Jon Bon Jovi, Richie Sambora) - 4:55
10. "Stick To Your Guns" (Holly Knight, Jon Bon Jovi, Richie Sambora) - 5:15
11. "House Of Fire" (Alice Cooper (2), Desmond Child, Joan Jett) - 5:01
12. "Does Anybody Really Fall In Love Anymore?" (Desmond Child, Diane Warren, Jon Bon Jovi, Richie Sambora) - 4:58
13. "Diamond Ring" (Desmond Child, Jon Bon Jovi, Richie Sambora) - 4:10

## Formação
- Jon Bon Jovi - vocal principal, guitarra base
- Richie Sambora - guitarra solo, vocal de apoio
- Tico Torres - bateria
- David Bryan - teclado, vocal de apoio
- Alec John Such - baixo, vocal de apoio

## Chart
| Ano  | Posições | Posições | Posições | Posições | Posições | Posições | Posições | Posições | Posições | Posições | Posições | Posições | Posições | Posições |
| Ano  | US       | CAN      | UK       | GER      | SUI      | SWE      | NOR      | AUT      | AUS      | NZ       | JPN      | EUR      | WW       |          |
| ---- | -------- | -------- | -------- | -------- | -------- | -------- | -------- | -------- | -------- | -------- | -------- | -------- | -------- | -------- |
| 1986 | 1        | 1        | 1        | 4        | 1        | 1        | 4        | 5        | 1        | 1        | 2        | 1        | 1        |          |

## Certificações
| Ano  | Certificações | Certificações | Certificações | Certificações | Certificações | Certificações | Certificações |
| Ano  | US            | CAN           | UK            | GER           | SUI           | AUS           | JPN           |
| ---- | ------------- | ------------- | ------------- | ------------- | ------------- | ------------- | ------------- |
| 1988 | 7× Platina    | 5× Platina    | 2× Platina    | Platina       | Platina       | 2× Platina    | Platina       |

## Presença em "O Salvador da Pátria"
A música "I'll Be There For You" foi incluída na trilha sonora internacional da novela "O Salvador da Pátria", exibida em 1989 pela Rede Globo. A canção foi tema da personagem "Angela", interpretada por Lucinha Lins.